# Leonardo Navacchio
Leonardo Navacchio (Piacatu, 28 dicembre 1992) è un calciatore brasiliano, portiere del Persik Kediri.

## Carriera
È cresciuto nel settore giovanile del San Paolo.
Nel 2015, dopo vari prestiti nelle serie inferiori del calcio brasiliano, viene acquistato a titolo definitivo dal Portimonense. Esordisce il 28 dicembre successivo in occasione del match di Taça da Liga vinto 4-1 contro l'Arouca.

## Palmarès

### Club

#### Competizioni nazionali
- Segunda Liga: 1

Portimonense: 2016-2017